# Greg Maddux
Gregory Alan »Greg« Maddux, znan tudi kot »Mad Dog« (Nori pes) in »The Professor« (Profesor), ameriški upokojeni poklicni igralec bejzbola, * 14. april 1966, San Angelo, Teksas, Združene države Amerike.
Je prvi metalec v zgodovini lige MLB, ki je štirikrat zaporedoma osvojil nagrado Cy Young (1992-1995). To je uspelo le še Randyju Johnsonu (1999–2002). Med temi sezonami je Maddux zmagal na 75 tekmah, dovoljeval 1,98 teka in manj kot enega tekača na menjavo.

## Otroštvo
Kljub temu, da se je rodil v Teksasu, je večino svojega otroštva preživel v Madridu v Španiji, kjer je njegov oče služil kot pilot Vojnega letalstva ZDA. 